# 海底油田 (小説)
『海底油田』（かいていゆでん）は、小松左京の短編小説。
ここでは、それを原作とした沖吾郎（脚色）とさいとう・たかを（漫画）による漫画作品『1万年の目覚め』についても記述する。

## 『海底油田』

### 概要
エッソ・スタンダード石油のPR誌『エナジー』創刊号（1964年4月）に掲載されたショートショート。『日本売ります』（ハヤカワ・SF・シリーズ、1965年）、『夢からの脱走』（新潮文庫、1976年）、『小松左京ショートショート全集』（勁文社、1995年、文庫、1998年）等に収録されている。

### あらすじ
フィリピン群島東南方海底で大地震が起こってから1週間ほど後のこと。サンダカンの北北東約120キロメートルのスールー海で、一隻の貨物船が、海底から石油が吹きだしているのを見つける。さっそく石油開発業者によるボーリング調査が行なわれたが、そこから噴出していたのは原油ではなく、重油や軽油、ガソリンなどの精製された石油であった。そうした中、現場の技術者の一人が、ジェームズ・チャーチワードのムウ大陸説をもとに、これは油田ではなく、海底に沈んだムウ大陸の石油貯蔵タンクなのではないか、という仮説を立てる。そのとき、ボーリング班が別のものを掘り当てた。

## 『1万年の目覚め』
『ビッグコミック』2003年10月10日号に、同誌1000号記念企画作品として掲載された。同年発行のアンソロジー『小松左京原作コミック集』（小学館）に再録されている。
あらすじは原作にほぼ忠実であるが、原作が文庫版で5ページほどのショートショートであるのに対し、40ページの量にまとめなおされている。
制作スタッフ
- さいとう・たかを（構成・構図・脚本・作画）
- 沖吾郎（脚本）
- 石川フミヤス（構図・作画）
- 千葉利助（作画）
- いとう・たかし（作画）
- 上柚宇大（作画）
- TAKU（作画）
- 青木和夫（作画）
- 正村第（作画）

書籍情報
- 『小松左京原作コミック集』「第2話 1万年の目覚め」（小学館、2003年12月、ISBN 4-09-179422-X）